# Alberto Cisolla
Alberto Cisolla (ur. 10 października 1977 w Treviso) – włoski siatkarz, wielokrotny reprezentant Włoch, a także kapitan reprezentacji od 2007 roku, pierwsze powołanie do kadry narodowej otrzymał w 2000 roku. Gra na pozycji przyjmującego. W 2004 roku w Atenach zdobył srebrny medal olimpijski. Obecnie występuje w Atlantide Pallavolo Brescia.

## Przebieg Kariery
Kariera juniorska:
- 1994–1996  Sisley Treviso

Kariera seniorska:
- 1996–2009  Sisley Treviso
- 2009–2010  Lube Banca Marche Macerata
- 2010–2012  Megius Roma Volley
- 2012–2013  Andreoli Latina
- 2013       Al-Muharraq
- 2013–2014  Tonno Callipo Calabria Vibo Valentia
- 2014–2015  Sieco Service Ortona
- 2015–      Atlantide Pallavolo Brescia

## Sukcesy

### reprezentacyjne
- Mistrzostwo Europy: 1. miejsce (2005)
- wicemistrzostwo olimpijskie: 2. miejsce (2004)
- 3. miejsce w LŚ: 3. miejsce (2003)
- 2. miejsce w LŚ: 2. miejsce (2001, 2004)

### klubowe
- Superpuchar Europy: 1. miejsce (1999)
- Puchar Konfederacji CEV: 1. miejsce (1998, 2003)
- Liga Mistrzów: 1. miejsce (1999, 2000, 2006)
- Superpuchar Włoch: 1. miejsce (1998, 2000, 2001, 2003, 2004, 2005, 2007)
- Puchar Włoch: 1. miejsce (2000, 2004, 2005)
- mistrzostwo Włoch:  1. miejsce (1998, 1999, 2001, 2003, 2004, 2005, 2006, 2007)

## Nagrody indywidualne
- MVP Mistrzostw Europy: (2005) (Serbia i Czarnogóra/Włochy)